# Египетска невестулка
Египетската невестулка (Mustela subpalmata) е вид бозайник от семейство Порови (Mustelidae).

## Разпространение
Видът е разпространен в Египет.